# Savigny-le-Vieux
Savigny-le-Vieux är en kommun i departementet Manche i regionen Normandie i norra Frankrike. Kommunen ligger i kantonen Le Teilleul som tillhör arrondissementet Avranches. År 2022 hade Savigny-le-Vieux 402 invånare.

## Befolkningsutveckling
Antalet invånare i kommunen Savigny-le-Vieux
| Referens: INSEE |